# Lord Lyon King of Arms

Det skotska riksheraldikerämbetets vapen.

Lord Lyon King of Arms är namnet på det skotska riksheraldikerämbetet. Det är den medeltida vapenkonungens titel förenad med det skotska vapendjuret, lejonet.

## Historia
Ämbetet går tillbaka till 1300-talet. De äldsta bevarade dokumenten rörande detta ämbete är från 1318, när Robert the Bruce utnämner en riksheraldiker. Ämbetet innefattar även det urgamla keltiska ämbetet High Sennachie, som ansvarade för att bekräfta kungahusets genealogi samt för att placera kronan på konungens huvud under kröningsceremonin.

## Uppdrag
Lord Lyon King of Arms har myndighet över alla ärender rörande heraldiken i Skottland och fungerar som en av rikets domare. Han beslutar även i frågor rörande släktöverhuvuden, stamtavlor och genealogier, inklusive vem som är överhuvud för en skotsk klan. Lord Lyon har sedan 1672 befogenhet att förläna heraldiska vapen till "dygdiga och välförtjänta personer", vilket är det yttre tecknet på ett skotskt (lägre) adelskap. Sedan 1592 ansvarar ämbetet för att åtala allt lagstridigt bruk av heraldiska vapen. Det finns därför en åklagarmyndighet knuten till ämbetet, riksheraldikerdomstolen (Lyon Court), som är en fungerande domstol med straffrättsliga befogenheter. Ämbetet ansvarar även för alla statsceremonier i Skottland.

## Organisation

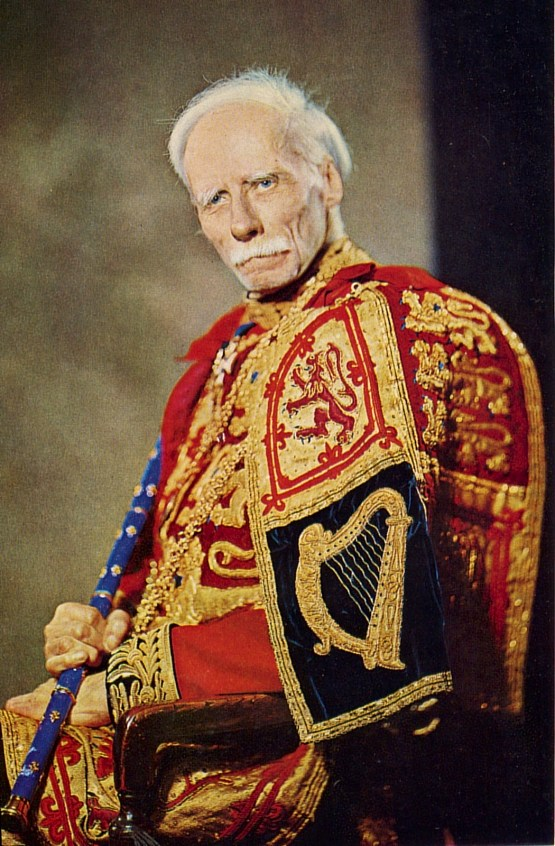
Thomas Innes, Lord Lyon 1945–1969.

Vid sidan av Lord Lyon finns vid ämbetet åtta härolder och underhärolder eller persevanter, samt en åklagare och en heraldisk målare. Det finns också en  Lyon Clerk and Keeper of the Records, ett heraldiskt ämbete som bland annat ansvarar för att föra en förteckning över alla skotska vapenförläningar.
- Albany Herald of Arms (statsheraldiker)
- Rothesay Herald of Arms
- Carrick Pursuivant of Arms
- Unicorn Pursuivant of Arms
- Ormond Pursuivant of Arms
- Orkney Herald Extraordinary
- Angus Herald Extraordinary
- Islay Herald Extraordinary
- Procurator Fiscal to Lyon Court (åklagare)
- Herald Painter (heraldisk målare)
- Lyon Clerk and Keeper of the Records (sekreterare och arkivarie)